# Pseudandriasa mutata
Pseudandriasa mutata är en fjärilsart som beskrevs av Walker 1855. Pseudandriasa mutata ingår i släktet Pseudandriasa och familjen svärmare. Inga underarter finns listade i Catalogue of Life.